# Armando Estrada
Hazem Ali (ur. 20 grudnia 1978 w Chicago) – palestyńsko-amerykański wrestler i menedżer wrestlingowy bardziej znany pod pseudonimami ringowymi jako Armando Alejandro Estrada lub Armando Estrada. W wrestlingu zasłynął jako menedżer Umagi prowadząc go w wydarzeniach wrestlingowych prezentowanych przez federację WWE w latach 2006–2007 oraz jako Generalny Menedżer ECW.

## Kariera

### Ohio Valley Wrestling (2004–2006)
Debiutował w 2004 w jako Osama – ochroniarz Muhammada Hassana. W Ohio Valley Wrestling (OVW) występował jako antagonista z gimmickiem anty-amerykańskiego Araba walcząc w tag teamie u boku Da Beast. Później przyjął nowy gimmick zmieniając swój pseudonim na Osama Rodriguez Alejandro i określając siebie pół Kubańczykiem, pół Palestyńczykiem – w tym samym czasie oprócz walki w ringu występował jako prezenter na zapleczu w federacji OVW. Następnie uwikłał się w storyline, w którym określił siebie „Dyktatorem Kentucky” (Dictator of Kentucky), gdzie proponował zmienić nazwę miasta na Los Kentuckos.

### Menedżer Umagi (2006–2007)
Wiosną 2006 został przeniesiony do WWE, gdzie zasilił brand RAW. Zadebiutował 3 kwietnia 2006 jako Armando Alejandro Estrada w gimmicku antagonisty – kubańskiego biznesmena i menedżera Umagi, który również debiutował podczas tego samego odcinka Raw. Estrada prezentował swój wizerunek biznesmena nosząc drogi garnitur z kubańskimi cygarami w kieszeni marynarki oraz kapelusz panama. Występując jako Kubańczyk, Estrada często podkreślał w kayfabe swoje ścisłe związki z Fidelem Castro. Menedżerując Umagę występował wraz z nim biorąc udział w rywalizacji z takimi zawodnikami jak Ric Flair, D-Generation X, Kane oraz John Cena. Jako menedżer Umagi stanął w sojuszu z Vince’em i Shane’em McMahonami w storyline przeciwko Donaldowi Trumpowi, który wtedy prowadził rywalizację z Vince’m McMahonem o wpływy w WWE.
Od lutego 2007 menedżerował Umagę w rywalizacji o tytuł interkontynentalny federacji WWE przeciwko Bobby’emu Lashleyowi. Feud Umagi i Lashleya zakończył się na gali WrestleMania 23 po przegranej Umagi i McMahnonów na rzecz Lashleya i Donalda Trumpa.

### Extreme Championship Wrestling (2007–2008)
W połowie sierpnia 2007 Estrada został ogłoszony Generalnym Menedżerem brandu ECW, gdzie otrzymał (w kayfabe) prawo do bookowania walk i dokonywania ustaleń dotyczących tego brandu. Na początku 2008 roku wdał się w feud z Colinem Delaneyem – niezależnym wrestlerem walczącym w tej marce bez kontraktu. Estrada oferował mu kontrakt WWE, gdyby mógł pokonać takich wrestlerów jak Big Show czy mistrza ECW – Chavo Guerrero Jr. Delaney ostatecznie otrzymał kontrakt po pokonaniu samego Estrady w dniu 6 maja 2008 w jednym odcinków ECW. W następnym tygodniu Estrada pokonał Delaneya. Następnie został usunięty ze stanowiska Generalnego Menedżera ECW w dniu 3 czerwca 2008 i zastąpiony przez Theodore’a Longa, ponieważ zarząd WWE (w kayfabe) zdecydował, że opłacanie Estrady zarówno jako Generalnego Menedżera jak i aktywnego wrestlera, byłoby zbyt dużym wydatkiem dla federacji.
Estrada występował później jako jobber, przegrywając zarówno z uznanymi gwiazdami (w tym z Delaneyem), jak i debiutującymi wrestlerami, próbując zdobyć kontrakt na dalsze występy w ECW, co jednocześnie odzwierciedlało sytuację, w którą sam Estrada postawił Delaneya wcześniej. Ostatecznie Delaney pomógł Estradzie w pokonaniu Tommy’ego Dreamera na ECW w dniu 5 sierpnia 2008, co pozwoliło mu na wygranie kontraktu i dalsze występy. Jego ostatni występ w telewizji miał miejsce 12 sierpnia 2008 na ECW, gdzie przegrał walkę z Finlayem. W drugiej połowie listopada 2008 został zwolniony z WWE.

### Federacje niezależne i dalsza kariera (2009–2019)
Na początku stycznia 2009 pojawił się w federacji World Wrestling Council (WWC) gdzie walczył u w tag teamie u boku Elijah Burke’a. Później menedżerował tag team Team 3D. W marcu 2009 pojawił się w federacji Great Lakes Championship Wrestling (GLCW) gdzie sięgnął po pierwszy w swojej karierze tytuł mistrzowski (GLCW Heavyweight Championship) pokonując Ala Snowa.
Do WWE powrócił pod koniec maja 2011 w programie WWE Superstars występując jako menedżer Tysona Kidda, gdzie pozbył się swojego poprzedniego wizerunku – zamiast tego przedstawiano go bardziej jako profesjonalnego biznesmena.
W 2019 powrócił do wrestlingu zostając menedżerem Jacoba Fatu w federacji AAW Pro.

### Tytuły i osiągnięcia
- Great Lakes Championship Wrestling
  - GLCW Heavyweight Championship (1 raz)
- Pro Wrestling Illustrated
  - Sklasyfikowany na 407. miejscu wśród 500 wrestlerów w rankingu PWI 500 w 2008 roku[10].

### Życie osobiste
Był właścicielem otworzonej w Glendale w stanie Arizona restauracji o nazwie Baby’s Steak and Lemonade, która niedługo po otwarciu została zamknięta.